# 克萊頓 (紐約州村)
克萊頓（英語：Clayton）是位於美國紐約州傑佛遜縣的村。

## 人口
根據2020年美國人口普查的數據，克萊頓的面積為6.67平方千米，當中陸地面積為4.15平方千米，而水域面積為2.52平方千米。當地共有人口1705人，而人口密度為每平方千米256人。